# 扁吻鬚鰍
扁吻鬚鰍（學名：Barbatula compressirostris）為輻鰭魚綱鯉形目條鰍科鬚鰍屬的其中一種。分布於蒙古科布多河流域，體長可達17.2公分，棲息在河川底層水域，生活習性不明。

## 扩展阅读
維基物種上的相關：扁吻鬚鰍